# كريس دوغلاس
كريس دوغلاس (بالإنجليزية: Chris Douglas)‏ هو منتج أسطوانات ودي جيه وعازف بيانو وملحن أمريكي، ولد في 4 أغسطس 1974.

## وصلات خارجية
- كريس دوغلاس على موقع ميوزك برينز (الإنجليزية)
- كريس دوغلاس على موقع ميوزك برينز (الإنجليزية)
- كريس دوغلاس على موقع ميوزك برينز (الإنجليزية)
- كريس دوغلاس على موقع ميوزك برينز (الإنجليزية)
- كريس دوغلاس على موقع ميوزك برينز (الإنجليزية)
- كريس دوغلاس على موقع ميوزك برينز (الإنجليزية)
- كريس دوغلاس على موقع ميوزك برينز (الإنجليزية)
- كريس دوغلاس على موقع ميوزك برينز (الإنجليزية)
- كريس دوغلاس على موقع أول ميوزيك (الإنجليزية)
- كريس دوغلاس على موقع ديسكوغز (الإنجليزية)
- كريس دوغلاس على موقع ديسكوغز (الإنجليزية)